# 1969년 세금 개혁법
1969년 세금 개혁법(영어: Tax Reform Act of 1969, Pub.L. 91–172)은 리처드 닉슨 대통령이 1969년 12월 30일에 서명한 미국 연방 세법이다. 이 법의 가장 큰 영향은 기존에 다양한 면세 및 공제로 인해 세금 납부를 피했던 고소득자들에게 세금을 부과하기 위한 대체 최저세를 만든 것이었다.
이 법은 또한 개인 및 법인 최저세와 단일 납세자를 위한 새로운 세금 일정을 확립했다. 이 법은 표준 공제액과 개인 면세액을 약간 인상했으며, 비영리 단체에 대해 더 엄격한 요건을 만들었는데, 많은 이들은 이로 인해 비영리 단체들이 전문직화되었다고 주장한다. 이 법의 한 요건은 재단이 사기업을 통제할 수 없도록 하고 공공 자선 단체와 개인 재단 간의 구분을 만들었다는 것이다. 법학 부교수 필립 해크니(Philip Hackney)는 의회가 "부유한 사람들이 설립하고 통제하는 자선 재단이 매년 자선 기금을 지출하고 자기 거래를 피하도록 세금 규칙을 개정했다"고 말했다.

## 요약
미국 재무부 세금 분석국은 세금 변경 사항을 다음과 같이 요약했다.

- 개인 면세액을 $600에서 $750으로 단계적으로 인상
- 투자 세액 공제 폐지
- 최소 표준 공제액을 $300 + 1인당 $100(총 최대 $1,000)에서 $1,000으로 인상
- 비율 표준 공제액을 10%에서 15%로 단계적으로 인상
- 소득세 추가 부과금을 연 5% 세율로 일시적으로 연장(1970년 6월 30일까지)
- 개인 및 법인 최저세 확립
- 단일 납세자를 위한 새로운 세율 일정 확립
- 전화 및 자동차 소비세 예정된 인하 연기

이 법은 처음으로 "사적 재단"에 대한 정부 정의를 제공했다(간접적으로이기는 하지만). 이 법은 사적 자선 재단에 대해 다음 요건을 제정했다.
- 투자 소득에 대한 4% 세금 (1978년 2%로 인하)
- 소득의 5% 최소 배분
- 사업 주식 보유의 20% 소유 제한
- 유권자 등록 운동을 포함한 입법 또는 선거에 영향을 미치려는 시도 금지[6]
- 비관련 사업 소득에 대한 과세
- “자기 거래” 금지; 임원 및 기부자는 재단과의 거래를 통해 재정적 이익을 얻을 수 없음
- 교부금 수여를 포함한 강화된 보고 요건; 이 모든 정보에 대한 대중 접근 보장

## 자본 이득
의회 국세조사 합동위원회 직원들이 작성한 법 설명에는 다음과 같이 언급되어 있다.
20. 대체 자본 이득 세율. —이 법은 개인 납세자의 장기 자본 이득이 $50,000를 초과하는 경우 대체 세율을 점진적으로 폐지합니다. 개인이 받는 최대 $50,000의 장기 자본 이득은 계속해서 25%의 대체 자본 이득 세율이 적용됩니다. 그러나 $50,000를 초과하는 장기 자본 이득 부분에 대한 최대 세율은 1970년에 29.5%, 1971년에 32.5%, 1972년 이후에는 35%(일반 소득에 적용되는 최고 세율 70%의 절반)로 인상됩니다. 법인 장기 자본 이득 소득에 대한 대체 세율은 1970년에 28%, 1971년 이후에는 30%로 인상됩니다."
이 법은 또한 10%로 설정된 대체 최저세를 처음으로 포함했다. 변경 사항은 다음과 같이 설명되었다.
이전의 처리는 개인이나 기업이 다양한 세금 우대 조치로 인해 세금에서 제외할 수 있는 소득의 양에 제한을 두지 않았다. 그 결과, 유사한 경제적 소득을 가진 개인이나 기업이라도 우대 소득의 규모에 따라 세금 부담에 큰 차이가 있었다. 일반적으로 개인 서비스나 제조업에서 소득의 대부분을 얻는 개인이나 법인 납세자는 다른 납세자보다 상대적으로 높은 세율로 과세되었다. 반면에 자본 이득과 같은 출처에서 소득의 대부분을 얻거나 순 임대 계약, 부동산 가속 상각, 백분율 고갈 또는 기타 세금 우대 활동의 혜택을 받을 수 있는 위치에 있는 개인이나 기업은 상대적으로 낮은 세율의 세금을 납부하는 경향이 있었다. 실제로 이러한 규정의 혜택을 받을 수 있는 고소득 개인 중 상당수는 적당한 소득을 가진 많은 개인보다 낮은 실효 세율의 세금을 납부했다. 극단적인 경우, 개인은 전혀 세금을 납부하지 않고도 상당한 경제적 소득을 누렸다. 예를 들어 1966년에 조정 총소득이 연 $200,000인 154건의 신고서(제출된 신고서에 나타나지 않는 소득 제외 항목 제외)의 경우가 그러했다. 마찬가지로 많은 대기업은 전혀 세금을 납부하지 않거나 매우 낮은 실효 세율의 세금을 납부했다."

## 대체 최저세
1969년 이전에는 세금 공제 및 세금 감면 때문에 $200,000(1969년 기준 $1.41 만 달러에 해당)를 초과하는 소득을 가진 사람들이 소득세를 전혀 내지 않은 경우가 있었다. 대체 최저세는 이러한 고소득자들이 소득세를 일부 납부하도록 요구하기 위해 1969년 세금 개혁법에 포함되었다.
2003년까지 전체 납세자의 1.8%(2.4 백만 건의 소득세 신고)가 대체 최저세를 납부했다. 세금 정책 센터는 2011년에 4.3 백만 명의 납세자가 대체 최저세를 납부했다고 보고한다. 그러나 대체 최저세를 납부하는 사람들은 향후 대체 최저세를 납부할 필요가 없는 해에 세금 공제를 받을 수 있다.
대체 최저세는 2013년까지 물가 인상률에 따라 조정되지 않았다.

## 물가상승률 조정 수치
CPI에 의해 물가상승률이 조정됨:
| 1969년 달러 | 2022년 달러                                                                   |
| ----------- | ----------------------------------------------------------------------------- |
| $100        | ${인플레이션} 오류: \|index=USD(매개변수 1)에 해당되는 인덱스가 없음 (도움말) |
| $300        | ${인플레이션} 오류: \|index=USD(매개변수 1)에 해당되는 인덱스가 없음 (도움말) |
| $600        | ${인플레이션} 오류: \|index=USD(매개변수 1)에 해당되는 인덱스가 없음 (도움말) |
| $750        | ${인플레이션} 오류: \|index=USD(매개변수 1)에 해당되는 인덱스가 없음 (도움말) |
| $1,000      | ${인플레이션} 오류: \|index=USD(매개변수 1)에 해당되는 인덱스가 없음 (도움말) |